# Adesmia reclinata
Adesmia reclinata es una especie de planta floral del género Adesmia, categorizada en la tribu Dalbergieae, de la familia Fabaceae.

## Distribución
Especie nativa de Chile. Crece en el bioma subtropical.

## Taxonomía
Fue descrita por P.Muñoz y publicada en Agric. Técn. 8: 78 (1948).